# Pat Tillman
Vous lisez un « bon article » labellisé en 2019.
Pour les articles homonymes, voir Tillman.
Patrick Daniel Tillman Jr., dit Pat Tillman, est un joueur professionnel de football américain et un militaire américain, né le 6 novembre 1976 à Fremont en Californie et mort au combat le 22 avril 2004 à Spera en Afghanistan.
Après quatre saisons universitaires réussies avec les Sun Devils d'Arizona State, le linebacker, jugé unanimement trop petit pour la ligue professionnelle, est sélectionné par les Cardinals de l'Arizona à la fin de la draft 1998 de la NFL pour son aura de vedette locale que le club souhaite utiliser pour remplir son stade. Reconverti au poste de safety, Tillman s'impose dès son premier camp d'entraînement comme un défenseur titulaire. Il contribue au succès de sa franchise en 1998 qui atteint la phase finale. Tillman bat le record de plaquages des Cardinals lors de la saison 2000 et, bien que les Rams de Saint-Louis lui offrent un contrat plus avantageux, il poursuit sa carrière avec le club par loyauté.
Touché par les attentats du 11 septembre 2001, il devient célèbre aux États-Unis en 2002 pour avoir abandonné sa lucrative carrière sportive pour s'engager aux côtés de son frère Kevin dans l'armée américaine. Symbole de l'engagement américain dans la guerre contre le terrorisme, il trouve la mort au combat et est le troisième ancien joueur professionnel de football américain à être tué sous l'uniforme américain après Bob Kalsu et Don Steinbrunner lors de la guerre du Viêt Nam.
La Silver Star lui est décernée à titre posthume et son engagement militaire et son sacrifice sont salués par les plus hautes instances et institutions américaines. La mort de Pat Tillman, soldat célèbre, devient l'objet de controverses lorsque l'armée annonce en mai 2004 que sa mort est due à un tir ami. Sa famille accuse l'administration d'utiliser une version mensongère de sa mort et de dissimuler des preuves à des fins de propagande.

## Biographie

### Jeunesse

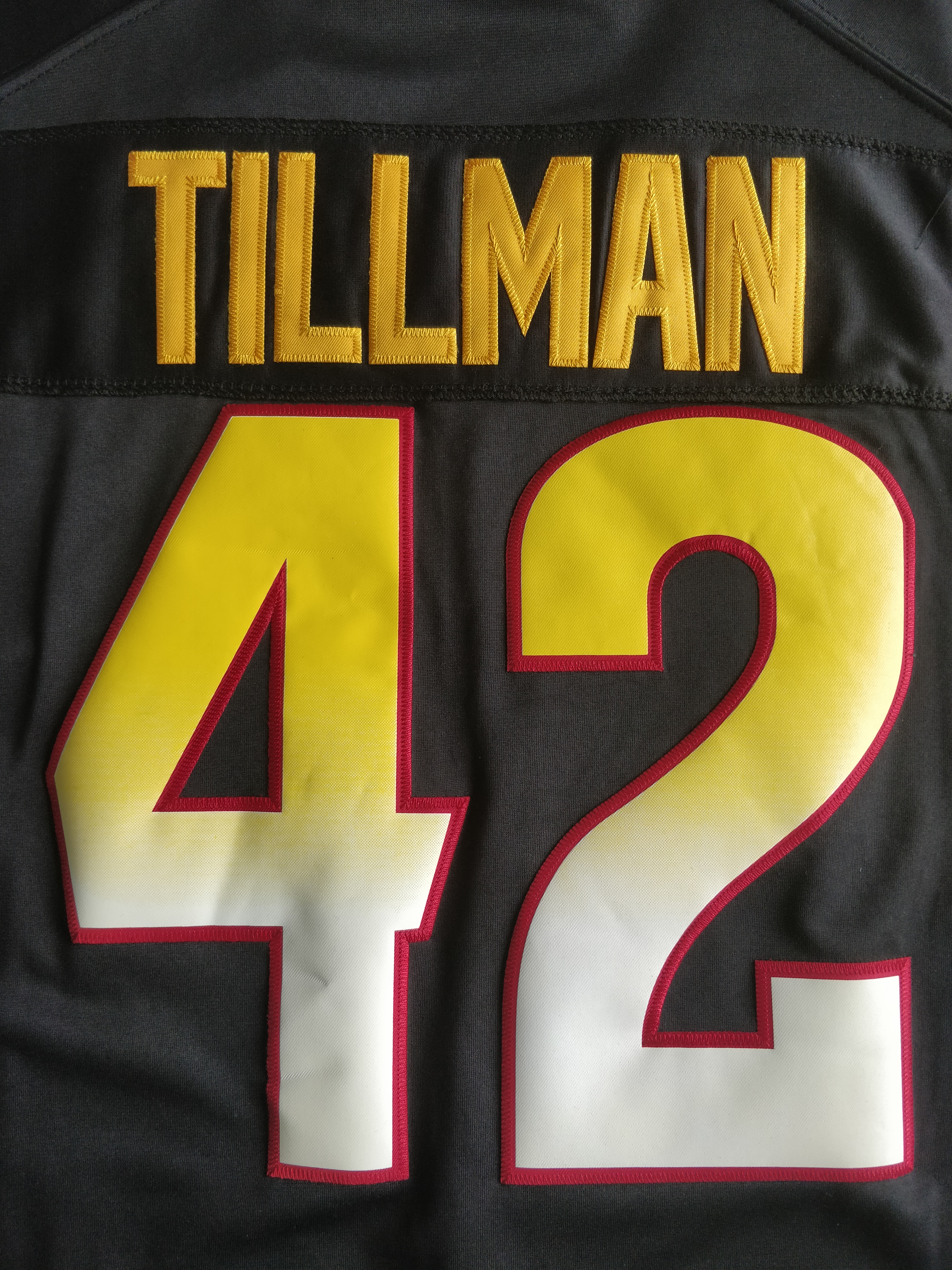
Détail d'un maillot universitaire de Pat Tillman.

Patrick Daniel Tillman Jr. naît le 6 novembre 1976 à Fremont en Californie,. Fils de Mary et Patrick K. Tilman Sr., il est l'aîné d'une fratrie de trois garçons. Il est très proche de ses deux jeunes frères, Kevin et Richard, avec lesquels il joue constamment. Son père, Pat Sr., est un ancien lutteur universitaire devenu avocat,. Le jeune Patrick grandit entre New Almaden et Campbell dans la banlieue de San José,,. Avant même d'avoir deux ans, il parle sans cesse. En août 1981, sa mère l'inscrit au football mais Patrick préfère grimper aux arbres de sa maison. Il commence à jouer au baseball à l'âge de sept ans. Comme de nombreux jeunes californiens, il a un style de surfeur avec de long cheveux, des shorts larges et des claquettes.
Tillman excelle au football américain au lycée. Il étudie à la Leland High School de San José entre 1990 et 1994 et aide l'école à remporter le championnat régional (le Central Coast Division I Football Championship). Son envie de jouer est telle que, même mis sur la touche avec tous les titulaires alors que son équipe a une large avance sur l'adversaire, il s’immisce de nouveau dans la rencontre et marque un touchdown en retour de coup de pied. Énervé, son entraîneur accroche son casque au bus de l'équipe pour qu'il ne retourne pas sur le terrain. Jouant à six postes différents, il termine son parcours lycéen avec 31 touchdowns : quatorze à la course, douze à la passe, quatre sur retour de coup de pied et un sur interception. Au lycée de Leland, il fait également la rencontre de Marie Ungenti. Ils se mettent en couple en dernière année.
Trouvé trop lent et trop petit par de nombreux entraîneurs, il n'est approché que par trois équipes universitaires : les Spartans de San Jose State, les Sun Devils d'Arizona State et les Cougars de BYU,. Tillman séduit l'entraîneur des Sun Devils Bruce Snyder (en) par sa franchise. Lorsque Snyder lui demande ce qu'il pense du processus de recrutement universitaire, il répond : « Ça craint. Personne ne dit la vérité »,. Lorsque l'entraîneur lui propose de faire une première saison avec le statut de redshirt, il répond « J'ai des choses à faire dans ma vie. Vous faites ce que vous voulez avec moi mais dans quatre ans je suis parti »,,.
L'université d'État de l'Arizona lui a déjà promis sa bourse universitaire sportive quand il s'implique dans une bagarre à l'automne 1993,,. À l'extérieur d'une pizzeria, il protège son ami Jeff Hechtle, pris à partie par plusieurs jeunes hommes, et en frappe un violemment jusqu'à ce qu'il reste au sol. Arrêté pour agression physique, il passe 30 jours dans un centre de détention pour mineurs mais ne perd pas sa bourse,. Il effectue 250 heures de service communautaire et sa famille doit payer 40 000 $ d'indemnités. Cet incident lui vaut le surnom de Hitman à l'université.

### Joueur de football américain
College Football Hall of Fame 2010
(en) Statistiques sur pro-football-reference

#### Carrière universitaire
À partir de 1994, Pat Tillman est linebacker pour les Sun Devils d'Arizona State de l'université d'État de l'Arizona en National Collegiate Athletic Association (NCAA). Grimpeur, il prend l'habitude d'escalader l'une des tours de lumière du Sun Devil Stadium, haute de 61 mètres, pour regarder les étoiles,,.
En troisième année, il débute tous les matchs et contribue à la saison 1996 lors de laquelle son équipe reste invaincue. À la veille de la rencontre contre les Cornhuskers du Nebraska, champions en titre, il est à l’initiative d'une intense réunion entre joueurs. Les Sun Devils réalisent une performance surprenante contre les Cornhuskers et l'emportent sur le score de 19 à 0. Contre les Ducks de l'Oregon, Pat Tillman joue 104 snaps et est décisif avec une interception, un fumble récupéré et un sack. Les Sun Devils remportent le titre de la conférence Pac-10 et accèdent au Rose Bowl à la fin de la saison.
Pour sa dernière saison universitaire, en 1997, il est désigné meilleur joueur du Sun Bowl puis élu « Joueur défensif de l'année » de la conférence Pac-10. Étudiant brillant, Tillman est diplômé en marketing en seulement trois ans et demi et termine son cursus avec une moyenne de 3,84,. Il obtient également de nombreuses récompenses universitaires dont le « prix universitaire Clyde B. Smith » en 1996 et 1997, le « prix étudiant-athlète de l'année Sporting News Honda » en 1997,, et le « prix étudiant-athlète de l'année Sun Angel » en 1998.
Seule une partie des statistiques de Tillman au niveau universitaire est connue. Malgré l'absence de statistiques sur ses plaquages, lors de sa dernière année, il est notamment élu « Joueur défensif de l'année » de la conférence Pac-10, signe de son activité sur le terrain.
| Saison | Équipe     |     | MJ |       | Interceptions | Interceptions | Interceptions |
| Saison | Équipe     | INT | MJ | Yards | TD            |               |               |
| 1995   | Sun Devils | 11  | 0  | 0     | 0             |               |               |
| 1996   | Sun Devils | 11  | 4  | 17    | 1             |               |               |
| 1997   | Sun Devils | 11  | 3  | 2     | 0             |               |               |
| Totaux | Totaux     | 33  | 7  | 19    | 1             |               |               |

#### Carrière professionnelle
Pat Tillman est sélectionné avec le 226e choix à la fin du 7e tour lors de la draft 1998 de la NFL par les Cardinals de l'Arizona avec un choix de compensation,,. L'équipe, qui a du mal à remplir ses tribunes, recrute la vedette universitaire locale pour attirer les spectateurs locaux. Sa prime à la signature n'est que de 21 000 dollars. Si son agent Frank Bauer lui dit de se faire sa place en NFL comme capitaine des équipes spéciales, le joueur se sent capable de devenir titulaire dans la défense des Cardinals. Son intensité au camp d'entraînement lui vaut des bagarres avec ses coéquipiers et lui permet de se faire sa place dans l'effectif final de la saison 1998. Son adaptation du poste de linebacker au poste de safety est rapide. Durant cette période, il réside à Chandler dans la banlieue de Phoenix. Il se rend à l'entraînement à vélo chaque jour et devient rapidement populaire parmi les supporteurs du club. Patrick Tillman débute dix des seize parties des Cardinals lors de sa première saison professionnelle. Il contribue à l'une des plus belles saisons de la franchise qui se qualifie pour la phase finale pour la première fois depuis 1982.
Avant le camp d'entraînement de la saison 2000, il court un marathon pour tuer son ennui. Lors de cette saison, il surpasse les attentes des supporteurs de la franchise. Il bat le record de plaquages sur une saison de l'histoire de la franchise avec 224 unités, preuve de son omniprésence en défense. En raison de ses performances, les Rams de Saint-Louis, champions en titre de la NFL, lui proposent un contrat de 9 millions de dollars d'une durée de cinq ans,,. Il refuse par loyauté envers les Cardinals même s'il n'est payé que 512 000 dollars,,.
Avant le camp d'entraînement de la saison 2001, Pat Tillman termine un triathlon de 70,2 miles. Les attentats du 11 septembre 2001 le touchent profondément. Au lendemain du drame, il murmure dans le vestiaire : « Nous ne valons rien. Nous sommes des acteurs »,. Il envisage avec son frère Kevin, dont il est très proche, de s'engager dans l'armée comme son grand-père, qui était présent lors de l'attaque de Pearl Harbor,. Il continue de jouer la saison 2001 avec les Cardinals bien que sa décision semble prise. En novembre, les deux frères sont décidés à rejoindre l'armée et l'annoncent à leurs parents. En mars 2002, il refuse de renouveler son contrat chez les Cardinals malgré une offre de contrat de 3,6 millions de dollars pour trois ans,. Tillman se marie avec son amour de jeunesse, Marie Ugenti, avant d'abandonner sa carrière sportive et de s'engager dans l'armée au retour de son voyage de noces à Bora-Bora. Ce choix est respecté et compris par les supporteurs des Cardinals et renforce même leur attachement pour le safety. Les supporteurs parlent plus du joueur qui est parti que de ceux qui sont restés. Ils continuent d'acheter et de porter son maillot au début de la saison 2002 en espérant le voir revenir sur les terrains après sa carrière militaire.
Pat Tillman conclut sa carrière professionnelle après quatre saisons en NFL lors desquelles il a participé à 60 matchs. Il termine sa carrière avec 238 plaquages, 2,5 sacks, trois interceptions pour 37 yards, trois fumbles forcés et récupérés ainsi que 15 passes déviées. En outre, il compte une course pour quatre yards et trois retours de kickoff pour 33 yards.
| Saison | Équipe    |       | MJ | MT  |      | Plaquages | Plaquages | Plaquages |    | Sacks |    | Interceptions | Interceptions | Interceptions | Interceptions |  | Fumbles | Fumbles |
| Saison | Équipe    | Total | MJ | MT  | Solo | Ast       | INT       | Yards     | TD | Sacks | PD | Forcés        | Recouverts    |               |               |  |         |         |
| 1998   | Cardinals | 16    | 10 | 73  | 46   | 27        | 1,0       | 0         | 0  | 0     | 0  | 0             | 0             |               |               |  |         |         |
| 1999   | Cardinals | 16    | 1  | 30  | 22   | 8         | 0,0       | 2         | 7  | 0     | 4  | 0             | 1             |               |               |  |         |         |
| 2000   | Cardinals | 16    | 16 | 145 | 109  | 36        | 1,5       | 1         | 30 | 0     | 9  | 2             | 2             |               |               |  |         |         |
| 2001   | Cardinals | 12    | 12 | 92  | 70   | 22        | 0,0       | 0         | 0  | 0     | 2  | 1             | 0             |               |               |  |         |         |
| Totaux | Totaux    | 60    | 39 | 340 | 247  | 93        | 2,5       | 3         | 37 | 0     | 15 | 3             | 3             |               |               |  |         |         |

### Carrière militaire

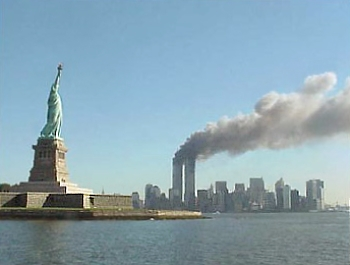
La statue de la Liberté avec les tours du World Trade Center en feu après les impacts des vols AA11 et UA175 lors des attentats du 11 septembre 2001. Ces derniers agissent comme un déclencheur de l'enrôlement de Tillman.

Pat Tillman rejoint l'armée de terre des États-Unis avec son frère, joueur des Indians de Cleveland évoluant dans les ligues mineures de baseball, en juin 2002,,. Souhaitant avoir le moins de publicité possible,, les deux frères conduisent jusqu'à Denver pour s'engager dans une caserne où ils sont moins connus,. La nouvelle de leur choix finit par faire les titres des médias. Tillman cherche à éviter tout traitement de faveur durant et après son enrôlement dans l'armée.
Pat est l'un des rares joueurs de la National Football League à abandonner sa carrière pour s'engager dans l'armée depuis la Seconde Guerre mondiale. Son choix est unanimement salué, si ce n'est par un étudiant de l'université du Massachusetts qui le juge « idiot » de se prendre pour Rambo.
Les deux frères terminent l'éprouvant Ranger Assessment and Selection Program (en) à la fin de l'année 2002 et sont affectés au 2e bataillon de Rangers à la Joint Base Lewis-McChord dans l'État de Washington. Pat réside à University Place avec sa femme. Il écrit par intermittence un journal intime de son évolution à l'armée.
Si Pat et son frère Kevin s'engagent dans l'armée dans le but de traquer les combattants talibans et al-Qaïda en Afghanistan, le président Bush lance la guerre d'Irak peu de temps après leur enrôlement. Tillman est donc déployé en Irak dans le cadre de l'opération Liberté irakienne. En mars 2003, il participe au sauvetage de Jessica Lynch tout en comprenant qu'il s'agit d'une vaste opération de communication. Il dit alors craindre que s'il meurt au combat, l'administration Bush n'utilise son exemple à titre de propagande. En juillet, les deux frères Tillman sont récompensés du Arthur Ashe Courage Award, prix attribué à toute personne dont les actions « transcendent le sport », pour leur engagement militaire,.
Après avoir participé à la phase initiale de l'opération Liberté irakienne, désenchanté par ce qu'il perçoit comme un plan mal conçu par l'administration pour gérer le pays que l'armée vient de conquérir, il entre en septembre 2003 à la Ranger School de Fort Benning en Géorgie. Il en sort diplômé le 28 novembre 2003 et rejoint le 75e régime d'élite des Rangers. Stationné à Fort Lewis, il assiste à une rencontre de National Football League entre les Cardinals de l'Arizona et les Seahawks de Seattle en décembre et indique à son ancien entraîneur Dave McGinnis qu'il envisage de faire son retour en NFL après ses trois années de service dans l'armée. L'ancien joueur de football américain refuse de nombreuses propositions de films, de livres et d'entrevues télévisées pour raconter son histoire,,.
| Insigne | Désignation                                   | Insigne | Désignation                                 | Insigne | Désignation                   |
| ------- | --------------------------------------------- | ------- | ------------------------------------------- | ------- | ----------------------------- |
|         | Ranger Tab                                    |         | Army Achievement Medal                      |         | Army Superior Unit Award (en) |
|         | Insigne du 75e régiment d'infanterie (Ranger) |         | National Defense Service Medal              |         | Joint Meritorious Unit Award  |
|         | Parachutist Badge                             |         | Global War on Terrorism Expeditionary Medal |         | Presidential Unit Citation    |
|         | Combat Infantryman Badge                      |         | Army Service Ribbon                         |         |                               |

### Mort

#### Embuscade mortelle et réactions
Au début du mois d'avril 2004, il quitte Fort Lewis pour être déployé dans le sud de l'Afghanistan avec son régiment dans le cadre de l'opération Mountain Storm, sur les traces du mollah Omar, d'Ayman al-Zawahiri ou encore d'Oussama ben Laden. Le 22 avril à 7 h 30 heure locale, à Spera, il meurt dans une embuscade qui fait un autre tué et deux blessés,,. Spera se trouve à environ 40 kilomètres au sud-ouest de Khost, près de la frontière avec le Pakistan. L'armée américaine affirme d'abord que Tillman et son unité ont été attaqués dans une apparente embuscade et que Pat Tillman est mort en sortant d'un véhicule pour affronter l’ennemi, une version confirmée par l'administration de George W. Bush.
| Image externe |                                                        |
|               | Pat Tillman (à gauche) avec son frère Kevin à l'armée. |

Tillman est le troisième ancien joueur professionnel de football américain à être tué sous l'uniforme américain après Bob Kalsu et Don Steinbrunner lors de la guerre du Viêt Nam. Les réactions au décès de l'ancien joueur de football américain sont nombreuses. Dans un communiqué de presse, la Maison-Blanche loue Tillman comme étant « une inspiration sur et en dehors du terrain »,. Son ami, quarterback des Broncos de Denver, ancien coéquipier à l'université et en club Jake Plummer rend hommage à « un individu unique qui a touché de nombreuses vies par son amour de la vie, sa ténacité, son intelligence et toutes les autres qualités qu'il possédait »,,. Le commissaire de la NFL Paul Tagliabue déclare que Tillman « était un gagnant et un meneur qui a toujours mis son équipe, sa communauté et son pays avant ses propres intérêts »,.
Deux jours plus tard, la draft 2004 de la NFL débute par une minute de silence en son honneur. Paul Tagliabue déclare que « Pat Tillman personifie les meilleures valeurs de l'Amérique et de la National Football League. Comme les autres hommes et femmes protégeant notre liberté à travers le monde, il a fait le sacrifice ultime et donné sa vie au service de son pays »,.
| Insigne | Désignation               |
| ------- | ------------------------- |
|         | Silver Star               |
|         | Purple Heart              |
|         | Meritorious Service Medal |

Le 30 avril 2004, huit jours après sa mort, le soldat Tillman est promu caporal et reçoit du général Stanley McChrystal, commandant du Joint Special Operations Command (JSOC) en Afghanistan, la Silver Star à titre posthume,,. Dans le communiqué officiel décrivant son action pendant l’accrochage mortel, l'armée déclare que Tillman dirigeait alors son groupe de combat, qu'il avait fait mettre en position sur une éminence à proximité des ennemis pour pouvoir engager le feu,. L'armée déclare que Tillman s'est battu bravement dans ses derniers moments, suivant les ordres, et qu’il a demandé l’autorisation de s’allėger de son gilet pare-balles pour charger plus aisément l'ennemi, ce qui a été refusé par son supérieur,. Cette récompense est tout à fait inhabituelle dans un tel cas, mais elle a été justifiée par le fait qu'il ait protégé un autre soldat par ses actions.
Le 1er mai 2004, lors du diner traditionnel de l'association des correspondants de la Maison-Blanche, le Président Bush déclare que la mort de Tillman « a fait ressortir le chagrin qui accompagne chaque perte et nous rappelle le caractère des hommes et des femmes qui servent en notre nom. [Tillman] était modeste parce qu'il savait qu'il y en avait beaucoup comme lui qui se sacrifiaient ».
Le 3 mai 2004, des centaines de personnes se rassemblent à San José lors de la cérémonie publique des funérailles diffusée à la télévision,. Le sénateur républicain de l'Arizona John McCain, Jake Plummer puis Maria Shriver, la femme du gouverneur californien Arnold Schwarzenegger, prennent tour à tour la parole,.
Dans les semaines qui suivent la cérémonie, la mère de Pat, Mary Tillman, découvre pourtant une autre version de la mort de son fils, celle d'une mort par tir fratricide à la suite d'importantes négligences de l'armée.

#### Controverses et enquêtes
Cinq semaines après le décès de l'un de ses soldats les plus célèbres, l'armée américaine conclut son enquête sur la fusillade et reconnaît que Pat Tillman est mort d'un tir fratricide. Dans un communiqué lu en conférence de presse par le chef du United States Army Special Operations Command, l'armée avoue avoir menti sur la version du drame et indique que les circonstances de sa mort ne diminuent ni sa bravoure ni son sacrifice. Pourtant, pendant de nombreux mois, l’administration de George W. Bush et l'armée américaine utilisent cette histoire comme moyen de propagande dans le cadre du programme de recrutement de l'armée, alors même qu’une série d'événements défavorables façonne une perception très négative du conflit parmi le public, comme le scandale d'Abou Ghraib.
Par la suite, des journalistes révèlent que le tir fratricide a pourtant été évoqué par les compagnons d’armes de Tillman dès les 24 à 48 heures suivant son décès,. En décembre 2004, une version plus précise des événements est décrite dans les médias :

« En déplacement sur l'une des routes clefs d'Al-Qaïda et des combattants talibans à la frontière entre l'Afghanistan et le Pakistan, un des Humvee de sa section tombe en panne. Son chef de section, qui est pressé par son supérieur de se déplacer rapidement, reçoit l’ordre de séparer son effectif en deux escouades. Le premier groupe dans lequel se trouve Pat Tillman, continue la progression. Le second groupe, où se trouve son frère Kevin, rebrousse chemin en tractant le véhicule en panne, puis tombe dans une embuscade tendue par une dizaine d'attaquants. La fusillade dure une vingtaine de minutes. Alertée, la première escouade rebrousse chemin et arrive sur les lieux du combat. Avec le jeune Bryan O'Neal et un soldat afghan allié, Sayed Farhad, Pat Tillman arrive en premier et se positionne en hauteur pour contrer l’ennemi,. Un gradé de l’escouade assaillie aperçoit justement des éclats lumineux sur ce point haut, et juste à côté le soldat afghan barbu. Pensant que c’est un ennemi et estimant faussement que les trois hommes leur tirent dessus, il ouvre le feu en direction de ses propres hommes, bientôt suivi par d’autres membres de son escouade,. Touché, Farhad s'écroule le premier. En danger, Pat Tillman crie depuis la colline : « Arrêtez ! Alliés ! Cessez le feu ! » puis lève les bras pour signaler le cessez-le-feu. Alors que les balles continuent de siffler dans sa direction, Tillman allume un fumigène pour envoyer un message au reste du convoi,. Après un arrêt, les tirs reprennent et touchent par trois fois la tête l'ancien joueur de football américain alors qu'il crie « Je suis Pat Tillman, bordel ! Je suis Pat Tillman ! »,. »

La famille de Pat Tillman et le sénateur John McCain souhaitent notamment savoir pourquoi les vêtements du soldat ont été brûlés après sa mort. Sous leur pression, un nouveau rapport, rédigé par le brigadier général Gary Jones, conclut au milieu de l'année 2005 que les soldats de la section de Pat Tillman ont agi après avoir pris toutes les photos de la scène, en connaissance des circonstances réelles de sa mort et sans penser devoir mentir par la suite sur la fusillade,,. Jones rapporte que les vêtements et protections de la victime ont été brûlés très rapidement par l’entourage de Pat Tillman car, très ensanglantés, ils constituaient un risque infectieux. Il rapporte aussi que le tir fratricide étant une certitude pour son entourage, il ne leur semblait pas qu’en agissant ainsi ils détruisaient des preuves. Enfin, Jones dit ne pas avoir trouvé d'élément indiquant que des chefs militaires aient caché la vérité. Il est néanmoins mentionné que le général John Abizaid, commandant du théâtre des opérations, a été informé plusieurs jours avant la cérémonie d'hommage que les tirs mortels étaient fratricides,. Ce rapport mène à l'ouverture d'une enquête criminelle en mars 2006.
À la suite d'une lettre assez dure du père de Pat, mettant en lumière les contradictions du rapport officiel sur la mort de son fils, qui conclut par « en résumé, allez vous faire foutre », l'administration rouvre l'enquête. En mars 2007, cette enquête du Pentagone conclut que neuf officiers, dont quatre généraux, ont failli dans la transmission de la cause réelle du décès. Elle désigne particulièrement le lieutenant général Philip Kensinger (qui était le commandant des opérations spéciales de l’armée américaine) et lui attribue toute la responsabilité du mensonge. Parti récemment à la retraite, ce général trois étoiles reçoit un blâme et perd alors sa troisième étoile. La famille Tillman reste convaincue que la chaîne de responsabilités remonte jusqu'à l'ancien secrétaire à la Défense Donald Rumsfeld et au président des États-Unis de l'époque, George W. Bush, qui auraient cherché à cacher les faits en pleine campagne électorale pour les présidentielles dans le contexte déjà difficile du scandale d'Abou Ghraib.
Pendant l'été 2007, ESPN publie en quatre parties une enquête de 18 000 mots du journaliste Mike Fish qui confirme, à l'aide des documents d'autopsie, que les trois balles ayant touché Tillman sont probablement originaires d'une seule rafale et donc d'un seul soldat, dont l'identité est certainement connue par l'armée. La mort sur le coup de Tillman y est également confirmée. Dans le même temps, lors d'auditions devant la Chambre des représentants, généraux et hommes politiques nient tour à tour avoir couvert la vérité et rejettent toute responsabilité individuelle,. S'il s'excuse auprès de la famille Tillman, Donald Rumsfeld réfute avoir géré le cas individuellement, bien que plusieurs courriers attestent de l'intérêt particulier de l'ancien secrétaire à la Défense pour ce soldat « de classe mondiale » sur lequel il souhaite que l'armée « garde un œil »,,.
Confronté au rapport « P4 » dont il a été destinataire, qui précise explicitement la nature des tirs mortels — des tirs amis —, le général Abizaid déclare ne pas l'avoir reçu avant le 6 mai à cause d'une erreur des quartiers généraux,. La famille Tillman sort de ces auditions frustrée, tant par les réponses obtenues que par les questions souvent mal posées d'hommes politiques connaissant peu le dossier,. Aucun des acteurs auditionnés ne sera inquiété par la suite.
Dix ans après la fusillade, ESPN revient de nouveau sur l'événement avec le témoignage d'un des soldats ayant tiré en direction de Pat Tillman, Steven Elliott. Elliott est marqué à vie par l'événement. Tout comme la jeune recrue de 19 ans Bryan O'Neil, seul survivant de l’équipe de Tillman et qui a descendu la colline couvert du sang de ce dernier, qui reste traumatisé. Envahis par le sentiment de culpabilité, tous deux tentent de noyer leur peine dans l'alcool. Elliott avoue sa déception de ne pas avoir été tué en mission et O'Neal dit avoir pensé au suicide.
Tillman est le seul des 45 soldats impliqués dans des tirs amis en Afghanistan et le seul des trois Rangers touchés lors de l'embuscade en question à avoir reçu une Silver Star. Les interrogations s'élèvent sur l'attribution de la récompense autour d'un « coup » de relation publique de la part de l'armée car la Silver Star est une récompense décernée pour bravoure « contre un ennemi des États-Unis ».
Dans plusieurs cas, il semble que l'armée ait tenté de dissuader les soldats impliqués de parler de ce décès en arguant de l'accord de confidentialité qu'ils ont signé en entrant dans le régiment ou à sa sortie. Des consignes ont également été affichées autour de Fort Lewis pour conseiller aux soldats de ne pas parler de l'affaire Tillman aux médias.

## Personnalité

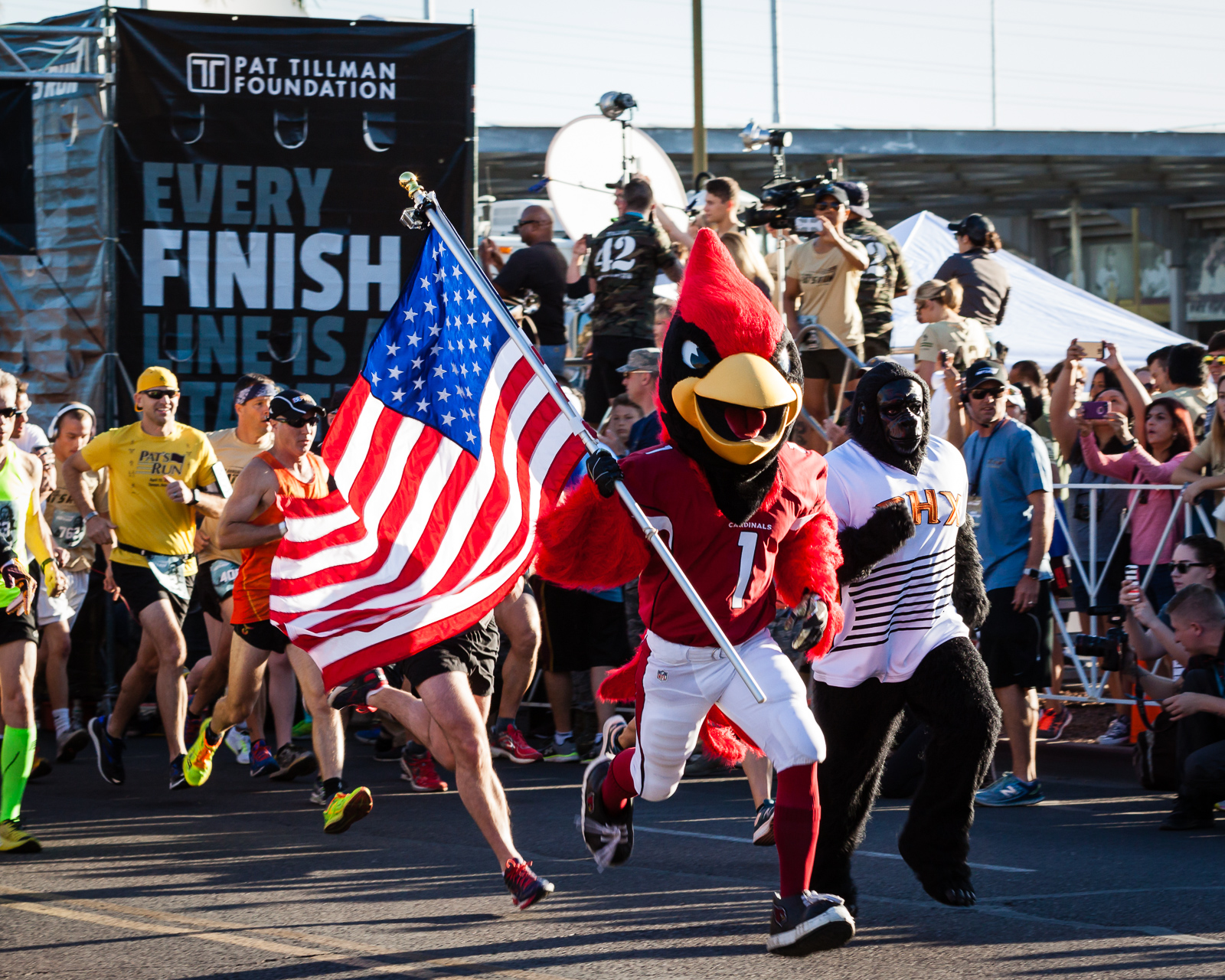
La mascotte des Cardinals de l'Arizona courant la Pat's Run 2017.

Pat Tillman a une forte personnalité, un code d'honneur personnel où se mêle machisme, confiance en soi, sensibilité et force. Il est vu par certains comme un individu étrange, différent, qui connaît peu la peur,. L'un de ses passe-temps est de grimper aux arbres puis de se balancer de branche en branche à plusieurs mètres du sol. Il n'hésite pas à laisser le volant à son passager sur l'autoroute pour sortir par la fenêtre du véhicule d'un côté et rentrer de l'autre côté après avoir fait un tour sur le toit. Au mariage d'un de ses amis, il décide sur un coup de tête d'escalader un hôtel de sept étages. Alors qu'il est à l'université, il découvre une falaise d'une douzaine de mètres à Sedona depuis laquelle il s'amuse à sauter pour atterrir sur le haut d'un arbre. Adolescent sensible, il emporte toujours aux soirées pyjamas chez ses amis un coussin en forme de chat offert par sa grand-mère et une couverture de bébé avec un motif de lapin.
Lecteur, il emporte un livre partout avec lui en opérations militaires, lisant le Manifeste du parti communiste de Karl Marx et Friedrich Engels, Mein Kampf d'Adolf Hitler, la Bible et le Coran pour se forger ses propres opinions,. Homme complexe, il met au défi ses amis de défendre leurs convictions et recherche autant de points de vue que possible pour donner un sens à un problème. Selon ses proches, il ne tolère pas la malhonnêteté ou l'incompétence. Ni républicain ni démocrate, il n'est pas redevable au président Bush et n'a pas voté pour lui malgré son engagement.
Dans son journal intime, il écrit à seize ans qu'il est athée et qu'il ne croit pas à la prière mais se questionne sur un état supérieur, celui d'avoir réussi tout ce qui peut être réussi,. Ses proches le décrivent également comme « non religieux ». Ses oncles Jim et Roy Tillman et son grand-père Henry Tillman ont combattu pendant la Seconde Guerre mondiale puis la guerre de Corée, Roy perdant un doigt et prenant une balle dans la poitrine,. En plus du patriotisme qui l'anime, Pat Tillman voit son engagement militaire comme la continuation de celui de ses aïeux.
Après sa mort, sa famille déclare qu'il était très critique vis-à-vis de la guerre d'Irak qu'il jugeait être une « guerre illégale ». Il lit Noam Chomsky, virulent opposant à l'administration Bush, avec qui il avait pris rendez-vous après son tour en Afghanistan,.

## Postérité

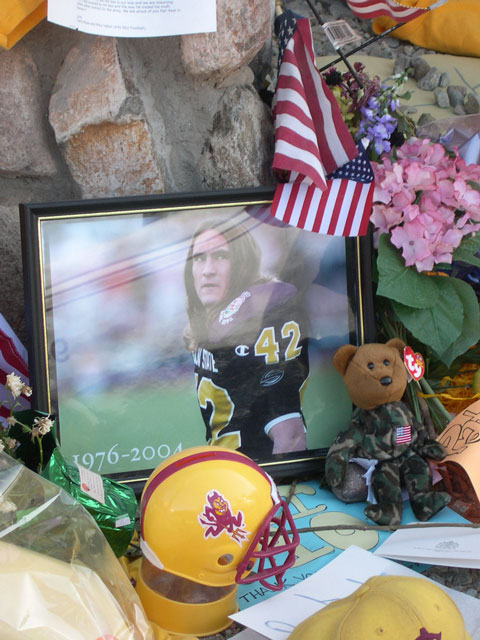
Mémorial improvisé à Pat Tillman près du stade des Sun Devils d'Arizona State en 2004.

Dans les jours et les mois qui suivent sa mort, l'université d'État de l'Arizona reçoit de nombreux courriers, lettres, poèmes, musiques d'hommage pour Pat Tillman. En juillet 2004, Tom Cruise, l'un des acteurs américains les plus appréciés du moment, rend hommage à l'ancien linebacker lors de la cérémonie des ESPY Awards.
Les Cardinals arborent un autocollant commémoratif sur le casque des joueurs pendant toute la saison. Le hockeyeur Mike Ricci des Coyotes de Phoenix — une autre importante franchise sportive de Phoenix — change de numéro de maillot pour prendre le 40,. Le 19 du même mois, une cérémonie en l’honneur de Tillman est organisée lors de la rencontre entre les Cardinals de l'Arizona et les Patriots de la Nouvelle-Angleterre pour retirer officiellement son maillot no 40, à cette occasion deux avions de chasse F-14 survolent le stade et une vidéo d'hommage avec un mot du président George W. Bush et du sénateur John McCain est diffusée à la mi-temps tandis que se tient une ovation debout accompagnée d'un feu d'artifice. Bush déclarant notamment : « Même si Pat Tillman aimait la compétition sur le terrain de football, il aimait encore plus l'Amérique. Pat Tillman sera toujours commémoré et honoré dans notre pays ».
La même semaine, toutes les équipes de la NFL portent un autocollant avec son numéro sur leur casque. En novembre, les Sun Devils d'Arizona State retirent son numéro de maillot, le 42, en sa mémoire,,.
En 2004, sa famille et ses amis créent une fondation en sa mémoire,. La Pat Tillman Foundation organise la Pat's Run, une course caritative de 4,2 miles — en mémoire de son numéro de maillot universitaire — tenue près de l'université d'État de l'Arizona à Tempe pour lever des fonds afin d'offrir des bourses universitaires pour l'université d'État de l'Arizona. La fondation connaît un fort succès, ce qui lui permet en 2008 de créer le programme Tillman Military Scholars pour contribuer aux besoins d'éducation de familles de militaires. La course caritative Pat Tillman réunit 30 000 coureurs à pied en 2011. Un centre d'aide à la reconversion civile des vétérans, nommé Pat Tillman Veterans Centers, est créé à l'université d'État de l'Arizona.
En 2006, l'armée américaine renomme la base d'opération avancée Forward Operating Base Lwara située en Afghanistan à proximité du lieu de décès de l'ancien en Forward Operating Base Tillman. La base militaire ferme en 2012.
Idolâtré à Phoenix, même par ceux qui ne l'ont jamais vu jouer, Tillman est en 2009 le maillot le plus acheté en ligne par les supporteurs de la franchise des Cardinals. Une place près du State Farm Stadium a été nommée Pat Tillman Freedom Plaza et une statue inaugurée près du Sun Devil Stadium en 2017 avec la citation « Somewhere inside, we hear a voice. It leads us in the direction of who we wish to become. But it is up to us whether or not to follow »,,. Les Cardinals de l'Arizona ont érigé une statue à taille réelle comme mémorial à l'extérieur du stade des Cardinals situé à Glendale. Son nom a également été donné au Mike O'Callaghan-Pat Tillman Memorial Bridge, un pont en arc à quatre voies sur l'U.S. Route 93 reliant les États du Nevada et de l'Arizona et qui enjambe le Colorado.
Tillman est intronisé au College Football Hall of Fame en 2010. Cette même année, Amir Bar-Lev réalise un documentaire intitulé The Tillman Story qui porte sur les controverses autour de la mort de Pat Tillman,,. En 2015, les Sun Devils d'Arizona State créent un uniforme spécial en collaboration avec la Pat Tillman Foundation pour la semaine du soutien de l'armée et obtiennent la permission exceptionnelle de mettre le nom de « Tillman » sur le dos de tous les maillots de l'équipe,. En 2018, Tillman est intronisé au Arizona Sports Hall of Fame (en) et son ancien coéquipier Jake Plummer prononce le discours d'intronisation. Plusieurs années après sa disparition, la présence de Tillman est toujours forte dans la franchise des Cardinals de l'Arizona et de ses supporteurs.

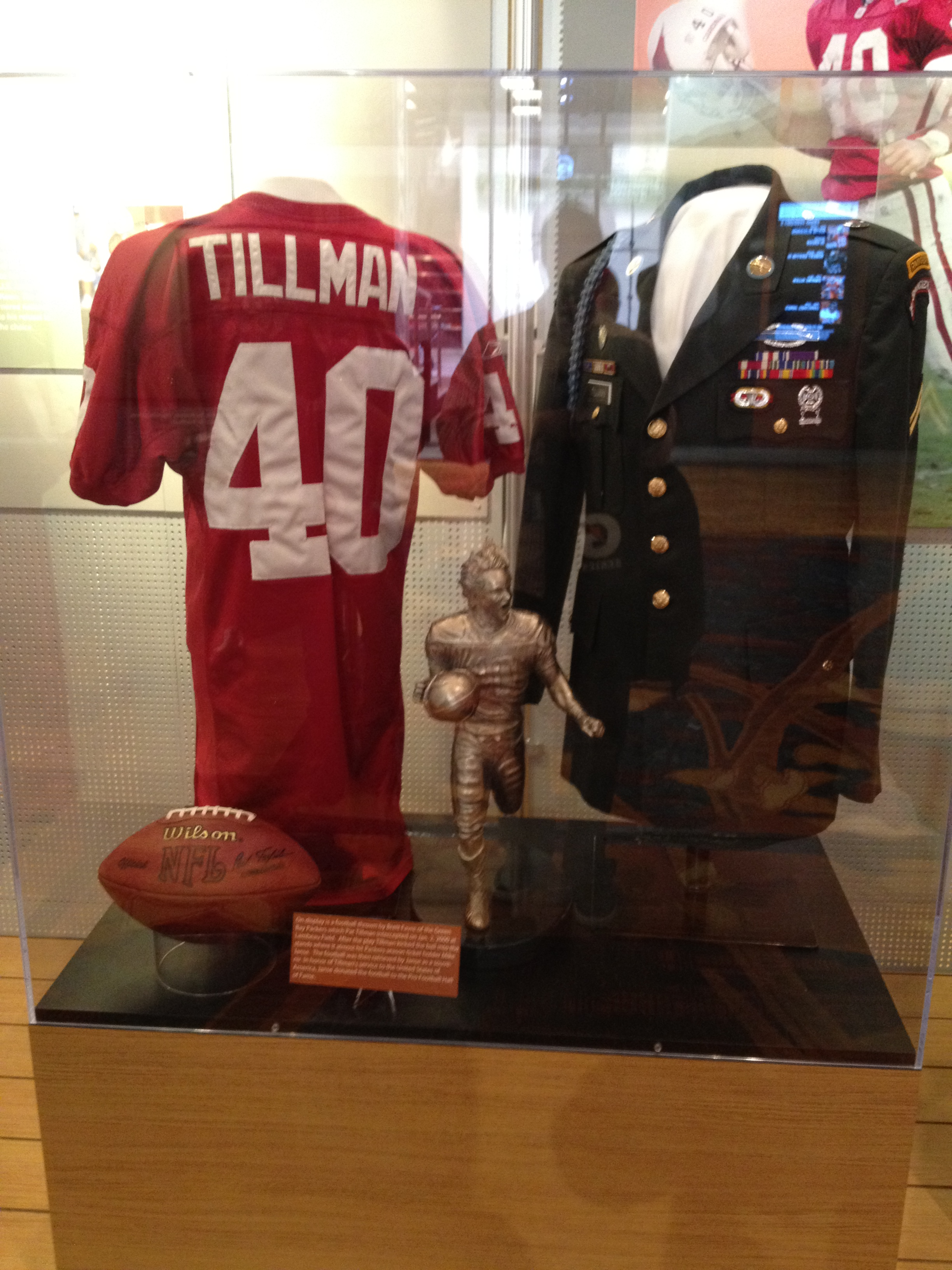
Maillot et uniforme de Tillman présentés lors du Super Bowl XLVI.
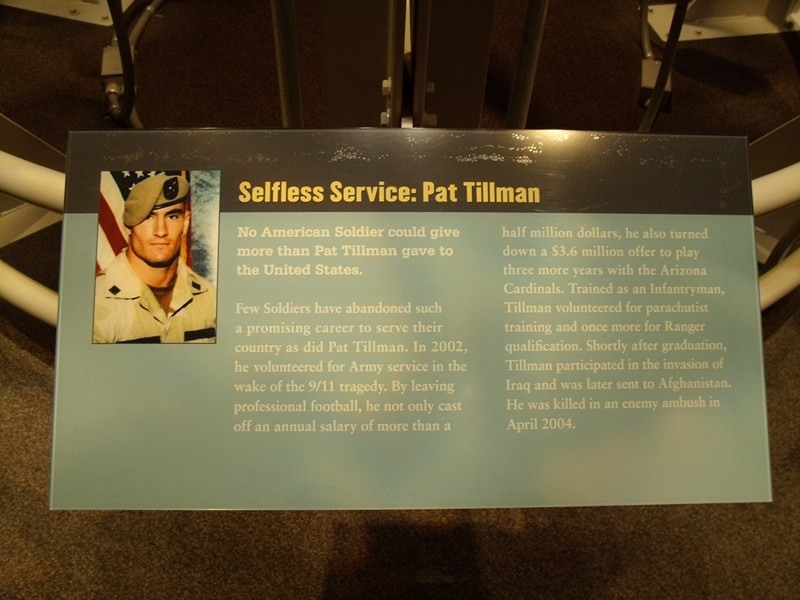
Portrait de Tillman au National Infantry Museum (en).
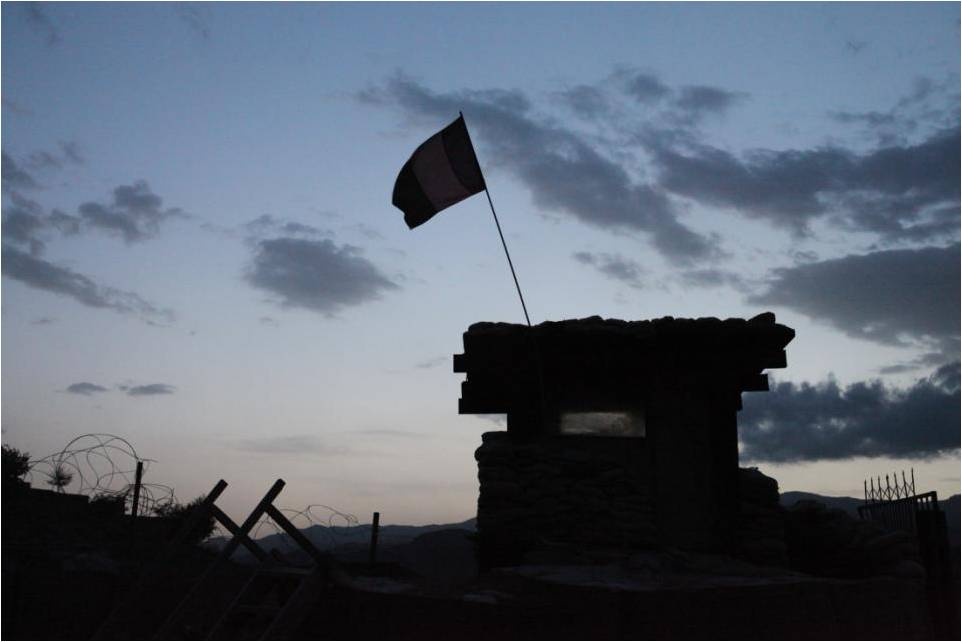
Tour d'observation de la Forward Operating Base Tillman à la frontière entre l'Afghanistan et le Pakistan.
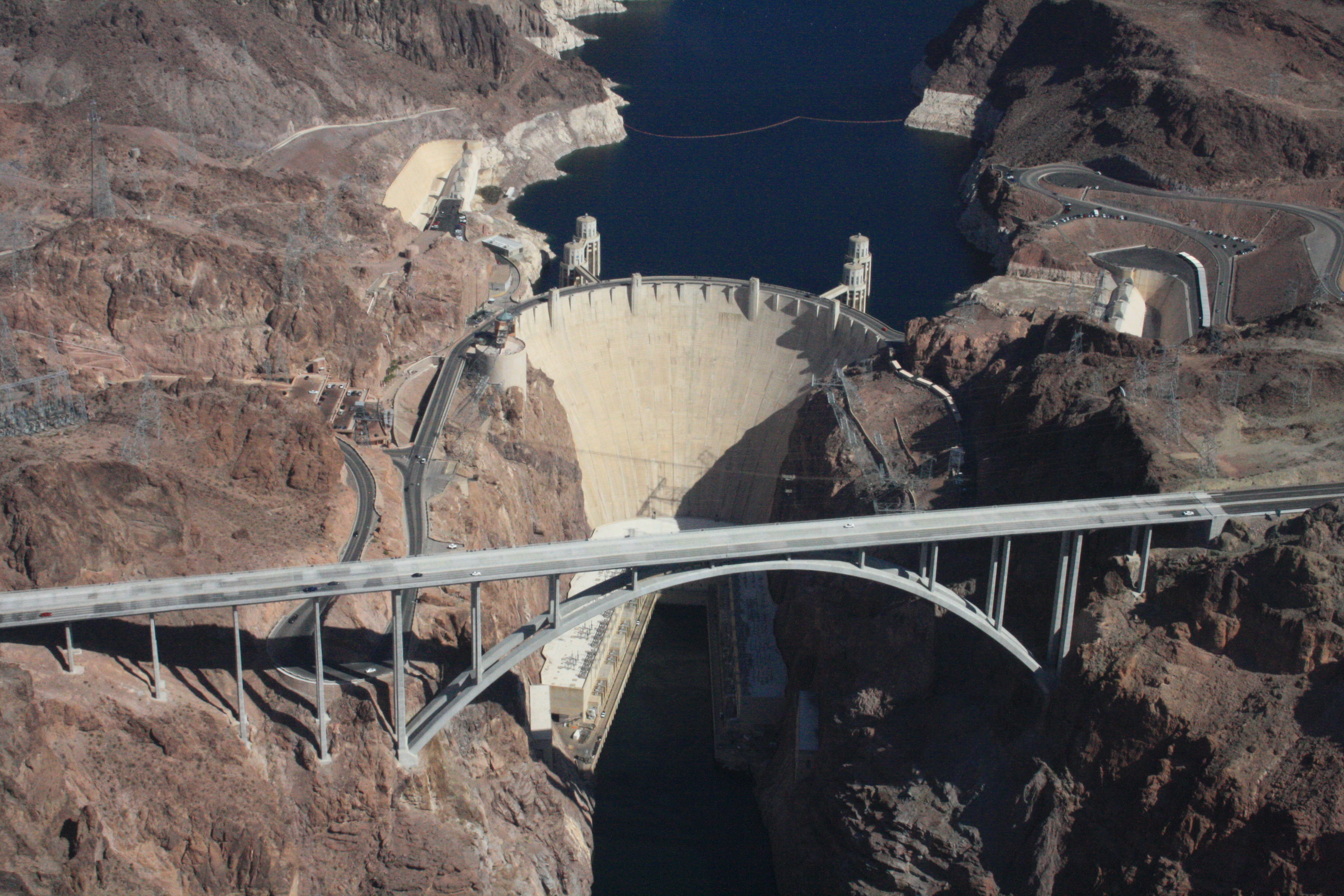
Le Mike O'Callaghan-Pat Tillman Memorial Bridge entre le Nevada et l'Arizona, avec le barrage Hoover en arrière-plan.
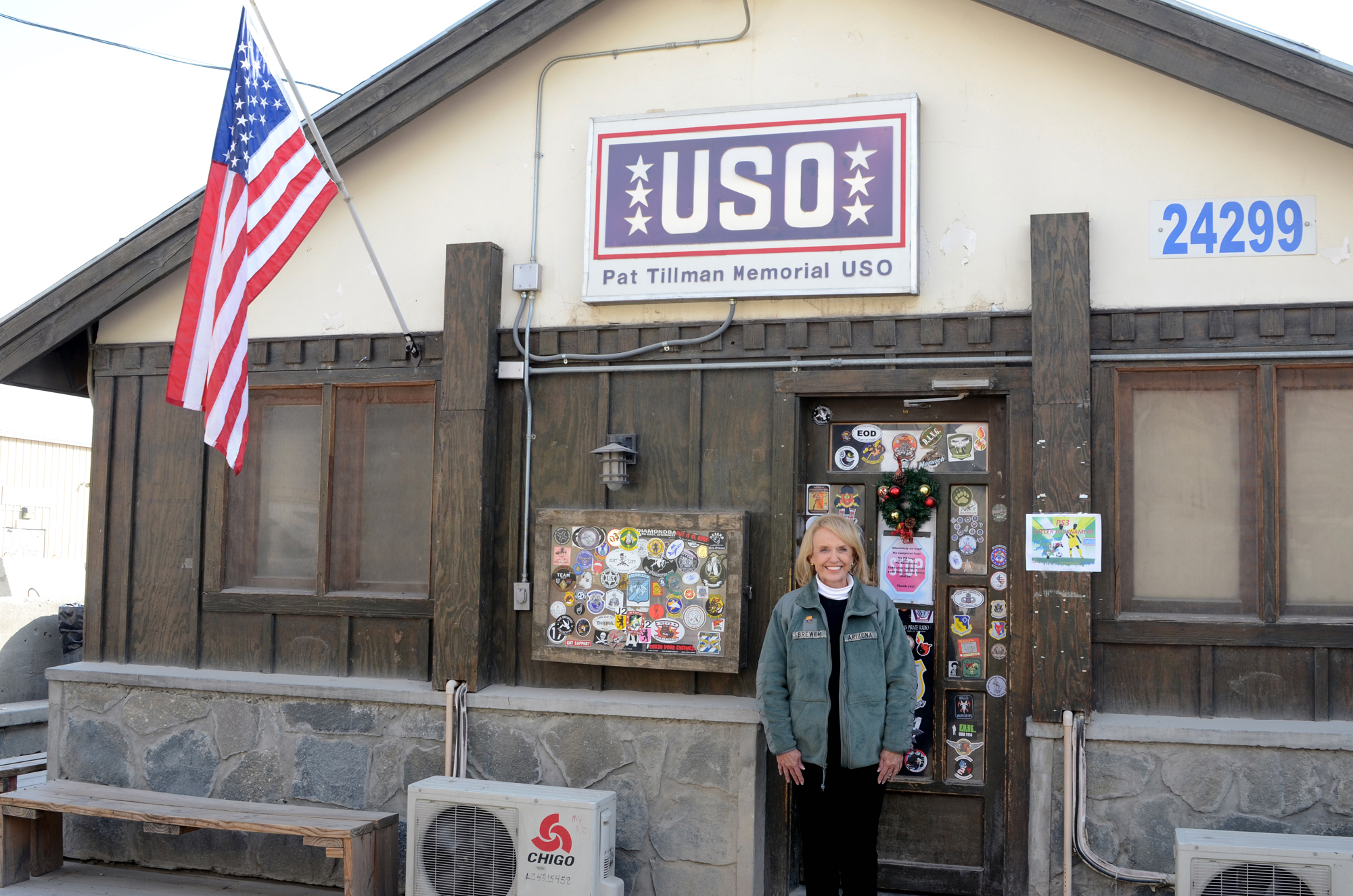
Le gouverneur de l'Arizona Jan Brewer lors d'une visite en 2012 au centre Pat Tillman Memorial USO de la base aérienne de Bagram.

Lors des protestations durant l'hymne américain survenues depuis 2016, l'histoire de Pat Tillman est récupérée par les opposants à ces manifestations. Le président Donald Trump partage un tweet appelant au boycott de la National Football League en utilisant l'histoire du joueur. Sa veuve Marie, qui prend peu la parole publiquement, s'exprime pour dire que l'engagement militaire de Pat Tillman ne doit pas être utilisé de manière à diviser,. À la suite de la campagne publicitaire de Nike autour de Colin Kaepernick pour le trentième anniversaire du slogan Just do it, des critiques de la marque et des protestations indiquent que la citation finale : « Croyez en quelque chose. Même si cela signifie tout sacrifier » est plus pertinente avec le parcours de Tillman qu'avec celui de Kaepernick.

### Citations originales
1. ↑  (en) « It stinks. Nobody tells the truth »[3].
2. ↑  (en) « I've got things to do with my life. You can do whatever you want with me, but in four years I'm gone »[3].
3. ↑  (en) « We're worthless.... We're actors »[3].
4. ↑  (en) « an inspiration on and off the field. ».
5. ↑  (en) « We lost a unique individual that touched the lives of many with his love for life, his toughness, his intellect and the many unique qualities he possessed. ».
6. ↑  (en) « He was an achiever and leader on many levels who always put his team, community and his country ahead of his personal interests »[32].
7. ↑  (en) « Pat Tillman personified the best values of America and the National Football League. Like other men and women protecting our freedom around the globe, he made the ultimate sacrifice and gave his life in service of his country ».
8. ↑  (en) « Stop! Friendlies! Cease fire! »[7].
9. ↑  (en) « I am Pat f------ Tillman, dammit! I am Pat f------ Tillman! »[7].
10. ↑  (en) « in sum; fuck you ».
11. ↑  (en) « I consider myself an atheist, however, in the back of my mind, I wonder if there is something greater. I feel as though I am destined for something "gothic" or the elite. Some state in which I have achieved all that can be achieved. Glory, prestige, peace of mind. Nirvana. Obviously I won't know if my intuition is worth a s--- until I'm dead.Therefore I do not believe in preaching. I do not know the answer so I cannot state my hypothesis as truth. My hypothesis isn't even educated. It's more like a stab. »[7].
12. ↑  (en) « Believe in something. Even if it means sacrificing everything »[79].